# Borda de Pes
La Borda de Pes és una borda del terme municipal de Conca de Dalt, dins de l'antic terme de Claverol, pertanyent a l'antic enclavament dels Masos de Baiarri, al nord del municipi.
Està situada a llevant dels Masos de Baiarri, al final oriental del pla on es trobaven els masos que componien aquesta caseria. Al seu nord-est hi havia Borda de Bartolomeu, al nord, la del Pubill i, un xic més lluny, al nord-oest, la de Patis.